# José María Martín (grabador)

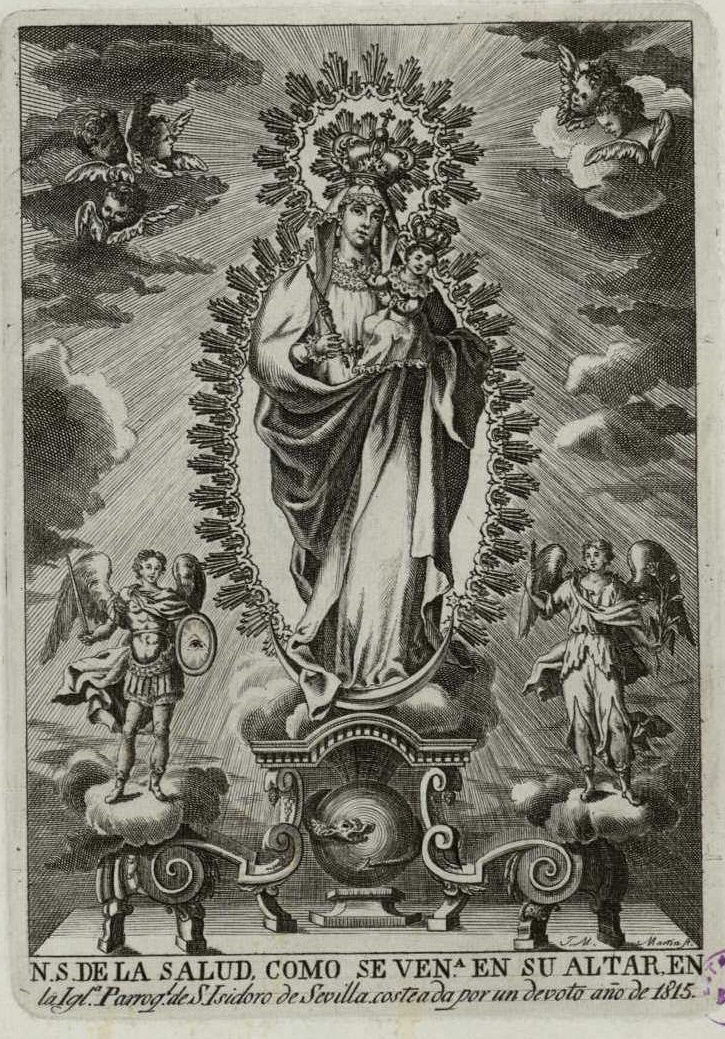
N.S. de la Salud, como se ven.[er]a en su altar en la Igl[esi]a Parroq[uia]l de S. Isidoro de Sevilla costeada por un devoto año 1815. Grabado calcográfico, Biblioteca Nacional de España.

José María Martín (Sevilla, 1789-1853) fue un grabador español especializado en la producción de estampas religiosas y de devoción.
De biografía mal conocida, descendiente de artesanos, se especializó en la reproducción de imágenes de los cristos, vírgenes y santos localizados en las iglesias y hermandades de Sevilla y su arzobispado. Se conocen más de cuarenta estampas de estos verdaderos retratos (cuarenta y dos conserva la biblioteca del Arzobispado de Sevilla, veintisiete la Biblioteca Nacional de España) además de doce láminas en cobre, entre ellas la del Martirio de san Juan Nepomuceno como se encuentra en el retablo de su capilla de la iglesia de Santa María la Blanca de Sevilla, donde se conserva la plancha calcográfica abierta en 1819, distinta de la estampa fechada en 1820 de la imagen del santo como se encuentra en la misma iglesia, de la que existe un ejemplar en la Biblioteca Nacional.
Ossorio, que lo tiene por el «último de los grabadores sevillanos», destaca entre sus estampas «un gracioso San Martín» y el retrato del venerable fray Diego José de Cádiz predicando. Además, abrió láminas de muchas de la imágenes más populares, desde Nuestra Señora de la Iniesta, patrona de Sevilla (1819) y Nuestra Señora de los Reyes (1841) a Nuestro Padre Jesús con el título de las Completas (1824) o el Jesús Nazareno Cautivo.